# Gare de Lysaker
La gare de Lysaker est une gare ferroviaire située dans la commune de Bærum et à 7 km d'Oslo S.
La gare est située entre Skøyen, à l'est, et Stabekk à l'ouest. Depuis l'achèvement de la nouvelle ligne d'Asker en 2011, la gare est reliée directement à Sandvika. Tous les trains locaux et régionaux qui opèrent à l'ouest de Skøyen s'arrêtent à la gare ainsi que le Flytoget qui dessert l'aéroport d'Oslo. Plus d'un millier de bus partent de la gare de Lysaker chaque jour.

## Histoire
Lysaker est une gare d'origine de la ligne de Drammen qui a ouvert le 7 octobre 1872. En 1914, le bâtiment de la gare a brûlé et a été remplacé par un nouveau bâtiment en 1917. En même temps, les voies ont été changées passant d'un écartement étroit à normal et un nouveau pont sur la rivière Lysakerelven a été construit. En 1922, la ligne a été reconstruite à double voie électrifiée d'Oslo à Sandvika. La gare actuelle a été construite en 1987 après que l'ancienne gare a été démolie. Lysaker était la gare la plus proche de l'ancien aéroport d'Oslo, Fornebu, jusqu'à sa fermeture en 1998. 

### Seconde guerre mondiale
Au cours de la Seconde Guerre mondiale, Lysaker a été frappée par cinq missions de sabotage du mouvement de résistance norvégien, au cours desquelles des réservoirs d'essence ont été dynamités. Les sabotages ont eu lieu le 16 décembre 1944 et les 9, 10, 12 et 13 janvier 1945. Le 13 janvier un camion-citerne a également été attaqué. Il y eut trois autres attaques contre Lysaker en 1944 et 1945, deux d'entre elles contre les usines et les ateliers. En outre, le sabotage du pont de Lysaker a eu lieu à proximité immédiate de la gare.